# Steve Langton
Steven "Steve" Langton (ur. 15 kwietnia 1983 w Malden) – amerykański bobsleista, dwukrotny medalista olimpijski i czterokrotny medalista mistrzostw świata.
Startował na igrzyskach w Vancouver. W konkurencji dwójek razem z Johnem Napierem zajął 10. miejsce. W konkurencji czwórek jechał razem z Johnem Napierem, Chuckiem Berkeleyem i Chrisem Fogtem, nie ukończyli jednak zawodów. W 2014 roku w zarówno w dwójkach, jak i w czwórkach zdobył srebrny medal igrzysk olimpijskich.